# Aquae Cutiliae
Aquae Cutiliae war ein Heilbad im antiken Italien.
Der Ort lag im Gebiet der Sabiner zwischen Reate (Rieti) und Interocrea, nahe dem heutigen Castel Sant’Angelo im Tal des Velino (in der Nähe von Cittaducale). 
Ein dort gelegener kleiner See (Cutiliae lacus), der als der Mittelpunkt Italiens galt, trug eine schwimmende Insel, die heute nicht mehr vorhanden ist. Die in der Nähe des Sees entspringenden heißen und kalten Mineralquellen waren für ihre heilende Wirkung berühmt.
Die sabinische Stadt Cutiliae (griechisch Kotylia) war in römischer Zeit offenbar zu einem kleinen Dorf herabgesunken, das auf dem Territorium von Reate lag. Am See gab es Tempel des Dis Pater und der Victoria. Das um die Quellen entstandene Heilbad Aquae Cutiliae wurde unter anderem vom römischen Kaiser Vespasian aufgesucht, der dort im Jahr 79 n. Chr. starb, ebenso wie sein Sohn und Nachfolger Titus zwei Jahre später.
Heute liegt an der Stelle des antiken Ortes der moderne Kurort Terme di Cotilia.